# Giebel (Allgäuer Alpen)
Der Giebel ist der 1949 m ü. NHN hohe nordöstliche Eckpunkt des beim Laufbacher Eck nach Nordosten abzweigenden Kamms in den Allgäuer Alpen.
Obwohl er kein eigenständiger Berg ist, wird er zu den Allgäuer Grasbergen gezählt. Nordöstlich vom Giebel liegt das Giebelhaus, das auf einer für den allgemeinen Kfz-Verkehr gesperrten Straße von Hinterstein erreicht werden kann. Vom Giebel hat man einen eindrucksvollen Tiefblick zum Giebelhaus.
Auf den Giebel führt kein markierter Weg. Er kann weglos von der Feldalpe erreicht werden. Dieser Anstieg erfordert Schwindelfreiheit und Trittsicherheit. Die Überschreitung des gesamten Kamms vom Giebel über das Berggächtle und den Salober bis zum Laufbacher Eck wird gelegentlich von erfahrenen Bergsteigern durchgeführt (Schwierigkeit: III).
Die Botanik des Giebels ist ähnlich der von Höfats oder Schneck.

## Bilder

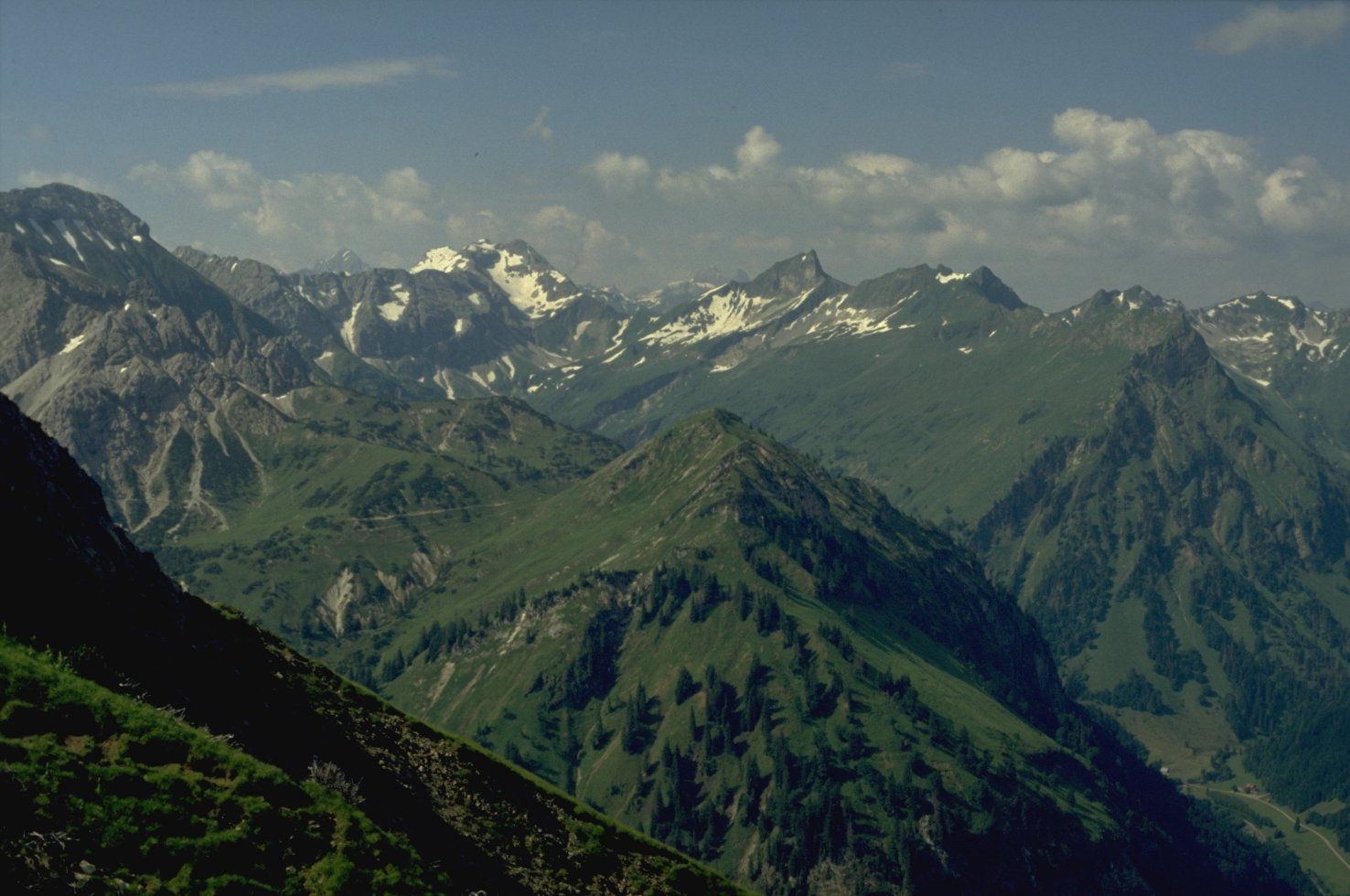
Giebel (der Berg mit dreieckiger, teilweise bewaldeter Flanke am rechten Bildrand) vom Nordwestgrat des Älpelekopf. Der grasige Berg in Bildmitte im Vordergrund ist der Roßkopf. Etwas rechts oberhalb im Hintergrund der Schneck. Am linken Bildrand der Glasfelderkopf. Gegenüber dem Schneck der Große Wilde mit der schneegefüllten Gamswanne. Zwischen Schneck der Großen Wilden der Himmelecksattel.
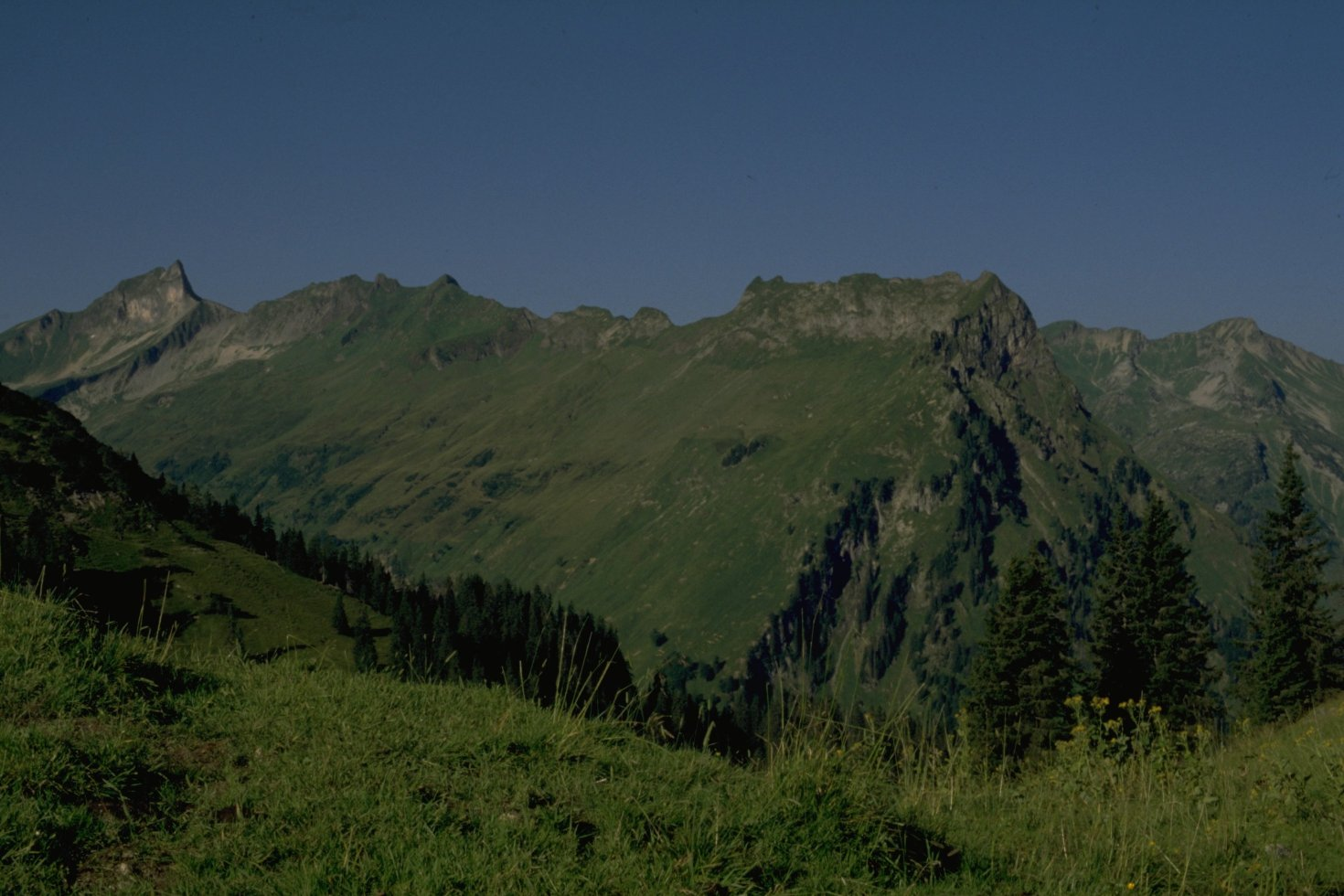
Giebel (Der Berg über der linken der drei Fichten am rechten Bildrand) vom Roßkopf. Der weiter links folgende markante Zacken im Grat ist das Berggächtle. Ganz links am Bildrand der Schneck.
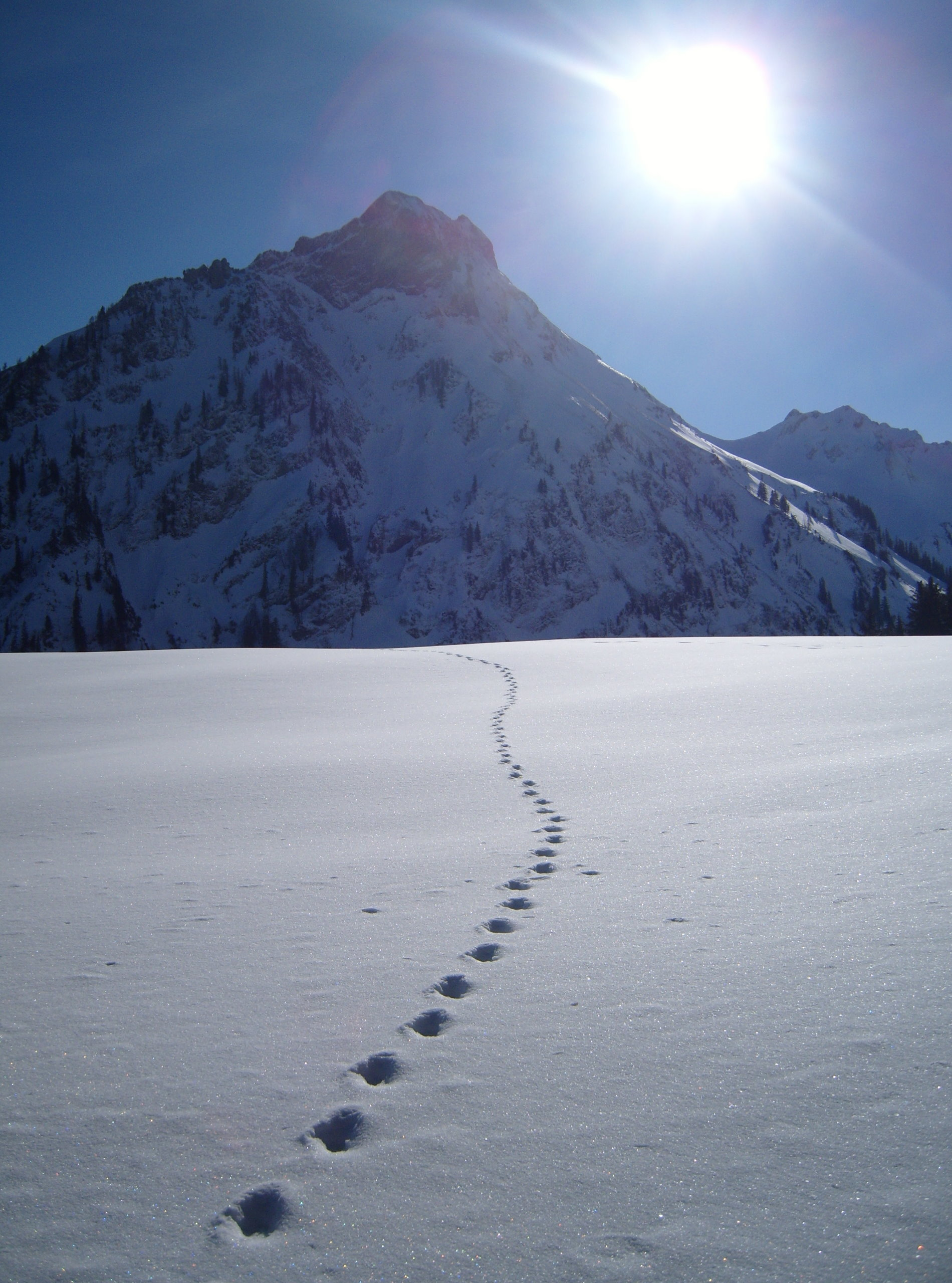
Giebel aus Sicht des Schwarzenberges